# Cristian Herrera
Cristian Ignacio Herrera López (ur. 13 marca 1991 w Las Palmas) – hiszpański piłkarz występujący na pozycji napastnika w CD Lugo.

## Statystyki klubowe
| Sezon   | Klub       | Kraj      | Liga               | Mecze | Bramki | Puchar Kraju | Mecze | Bramki |
| ------- | ---------- | --------- | ------------------ | ----- | ------ | ------------ | ----- | ------ |
| 2013/14 | Elche B    | Hiszpania | Segunda División B | 14    | 13     | -            | -     | -      |
| 2013/14 | Elche CF   | Hiszpania | Primera División   | 21    | 3      | Puchar Króla | 1     | 0      |
| 2014/15 | Elche CF   | Hiszpania | Primera División   | 26    | 1      | Puchar Króla | 4     | 0      |
| 2015/16 | UD Almería | Hiszpania | Segunda División   | 9     | 0      | -            | -     | -      |
| 2015/16 | Girona FC  | Hiszpania | Segunda División   | 19    | 5      | -            | -     | -      |
| 2016/17 | Girona FC  | Hiszpania | Segunda División   | 31    | 2      | -            | -     | -      |
| 2017/18 | CD Lugo    | Hiszpania | Segunda División   | 40    | 7      | Puchar Króla | 1     | 0      |
| 2018/19 | CD Lugo    | Hiszpania | Segunda División   | 33    | 11     | Puchar Króla | 2     | 1      |

Stan na: 12 czerwca 2019 r.